# Anthicus nigritus
Anthicus nigritus är en skalbaggsart som beskrevs av Mannerheim 1853. Anthicus nigritus ingår i släktet Anthicus och familjen kvickbaggar. Inga underarter finns listade i Catalogue of Life.